# NK Brotnjo
Le Nogometni Klub Brotnjo Čitluk (en bosnien NK Brotnjo) est un club de football bosnien, basé à Čitluk, fondé en 1955. Le club joue actuellement en troisième division. 

## Historique
- 1955 : Fondation du club
- 1999 : Première participation au championnat de première division
- 2000 : Champion de Bosnie-Herzégovine
- 2000-2001 : Première participation à la Ligue des champions (C1)
- 2001-2002 : Première participation à la Coupe de l'UEFA (C3)
- 2002 : Première participation à la Coupe Intertoto

## Bilan sportif

### Palmarès
- Championnat de Bosnie-Herzégovine
  - Champion en 2000
  - Vice-champion en 2001

- Championnat de Bosnie-Herzégovine D2
  - Champion en 1999

- Supercoupe de Bosnie-Herzégovine
  - Finaliste en 2000

### Bilan européen
Note : dans les résultats ci-dessous, le score du club est toujours donné en premier
| Saison    | Compétition         | Tour              | Club       | Domicile | Extérieur | Total |
| --------- | ------------------- | ----------------- | ---------- | -------- | --------- | ----- |
| 2000-2001 | Ligue des champions | Premier tour Q    | FBK Kaunas | 3 - 0    | 0 - 4     | 3 - 4 |
| 2001-2002 | Coupe UEFA          | Tour préliminaire | Viking FK  | 1 - 1    | 0 - 1     | 1 - 2 |
| 2002      | Coupe Intertoto     | Premier tour      | FC Zurich  | 2 - 1    | 0 - 7     | 2 - 8 |

Légende
- Victoire ou qualification pour le tour suivant
- Match nul
- Défaite ou élimination de la compétition

## Anciens joueurs
- Igor Jančevski
- Zajko Zeba
- Dalibor Šilić
- Mario Ivanković
- Danijel Krivić
- Vladimir Branković
- Enes Mešanović
- Milan Pecelj

## Anciens entraîneurs
- Ratko Ninković
- Blaž Slišković